# زبرموسانان
زبرموسانان(نام علمی: Chaetophorales) نام یک راسته از شاخه سبزتباران است.